# Tramlijn Helder - Huisduinen
De tramlijn Helder - Huisduinen was een tramlijn van 7,4 kilometer lang in Noord-Holland en reed van 1896 tot en met 1917. De tramlijn verbond, alleen in het zomerseizoen, Helder met Huisduinen.

## Geschiedenis

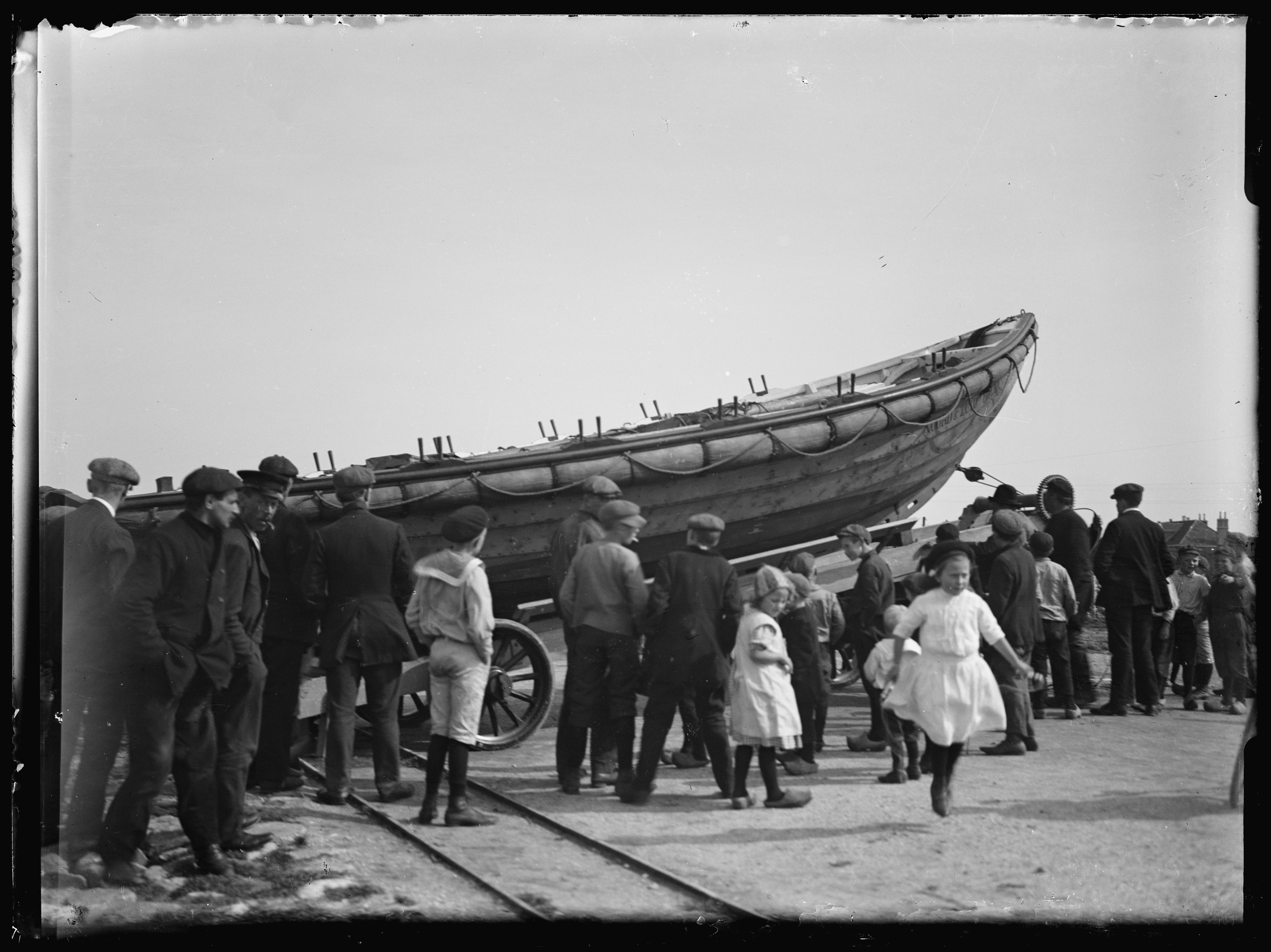
Het smalspoortje op de Helderse zeedijk

Op 7 mei 1895 werd in Alkmaar door Jan Pot de "N.V. Tram Helder Huisduinen" (H.H) opgericht met als doel een betere verbinding te scheppen tussen de haven van Helder en de badplaats Huisduinen, dat toen nog over een breed zandstrand beschikte. Tot dan toe was de badplaats alleen lopend of per paard en wagen te bereiken.
De stoomtramlijn werd op 7 juli 1896 geopend, wat voor een opleving van Huisduinen zorgde. De enkelsporige baan werd uitgevoerd in smalspoor, met een breedte van 700 millimeter en had bij de eindpunten opstelsporen. De tramlijn begon in Helder bij het Wierhoofd, thans Havenplein, vlak bij de haven en aanlegsteiger van de boot naar Texel. Een geplande aftakking naar het Westplein is er nooit gekomen. De tramlijn deed het Station Den Helder niet aan, maar de loopafstand vanaf de halte Poststeeg was met ongeveer 500 meter niet al te groot. De tramlijn liep langs de Zeedijk en er waren verder nog de haltes Kruisweg, Vischmarkt en Kaaphoofd. Het eindpunt in Huisduinen was bij het badpaviljoen, waar een tramstation met een tramemplacement en een kleine tramloods aanwezig was. Ook waren er dienstwoningen, onder meer een zomerwoning en een conducteurswoning. Voor de passagiers was er een wachtkamer met een terras, genaamd de "Trambar".
De twee locomotieven werden besteld bij Backer & Rueb in Breda en de rijtuigen werden grotendeels in eigen beheer gebouwd. De locomotieven trokken maximaal drie aanhangrijtuigen, waaronder ook open bijwagens, dit naargelang de drukte en het weer. Er werd alleen in het zomerseizoen (tussen pinksteren en september) gereden en per dag waren er 8 ritten die ongeveer 20 minuten duurden. Een kaartje kostte 10 cent voor de 2e klas en 15 cent voor de 1e klas. In latere jaren werd soms langer en vaker gereden. Daarnaast was er sprake van goederenvervoer, er waren 12 kipkarren aanwezig die materieel aanvoerden voor onder meer 
onderhoudswerkzaamheden aan de Zeedijk. Dit goederenvervoer vond plaats voor aanvang dienst die om 10.00 uur begon.
In 1907 trok directeur Jan Pot zich terug en kwam de tramlijn tot 1910 stil te liggen. Op 10 juni 1910 werd onder de oude naam "H.H" de tramlijn heropend. In 1913 werd een derde locomotief aanschaft die echter te zwaar bleek en op 6 september vond er een ongeval plaats waarbij de locomotief behangen met 8 aanhangrijtuigen ontspoorde en de baan werd beschadigd. 
In 1916 werden er 100.000 passagiers vervoerd. Op 19 augustus 1917 werd de dienst na een ernstig tramongeval waarbij grote schade aan de baan ontstond, naar later blijkt definitief, gestaakt. Er vielen geen gewonden.
In 1918 werd door het bedrijf aan de gemeente Helder gevraagd het bedrijf voor Fl. 80.000,- over te nemen. De gemeente zag hier echter niets in en stelde dat het bedrijf niet levensvatbaar was na een betoog waarin gesteld werd dat alleen de eerste jaren van exploitatie succesvol waren geweest. De jaren daarna echter niet, onder meer veroorzaakt door het slechte weer, wat een gering passagiersaanbod opleverde. Daarbij was er de onmogelijkheid om de speciaal aangeschafte open bijwagens regelmatig te kunnen inzetten, wat een verliespost opleverde. Ook waterstaat wilde de tram graag zien verdwijnen, omdat bij storm het kruin van de zeedijk door de trambaan schade opliep, die door haar moest worden hersteld. Na deze beslissing kon de derde locomotief nog worden verkocht aan een bedrijf in Limburg. De andere twee locomotieven werden nog gebruikt voor de opbraak van de baan en daarna verkocht.

## Na de tram
In later jaren werd de verbinding naar Huisduinen met buslijn C geïntegreerd in de stadsdienst van Den Helder. Tussen 2009 en 2011 werd de verbinding verzorgd met streekbuslijn 135 van Connexxion. Sinds 2008 wordt Huisduinen in het zomerseizoen bediend met "kustbus" lijn 851. Sinds 2024 rijdt er weer een stadsbus naar Huisduinen, lijn 37 vanaf Station Den Helder.